# Joppatowne (Maryland)
Joppatowne is een plaats (census-designated place) in de Amerikaanse staat Maryland.

## Demografie
Bij de volkstelling in 2000 werd het aantal inwoners vastgesteld op 11.391.

## Geografie
Volgens het United States Census Bureau beslaat de plaats een oppervlakte van
19,1 km², waarvan 17,8 km² land en 1,3 km² water.

## Plaatsen in de nabije omgeving
De onderstaande figuur toont nabijgelegen plaatsen in een straal van 12 km rond Joppatowne.